# Campus de la Transition
Le Campus de la Transition est un organisme de formation destiné à la transition écologique. Situé dans le village de Forges (Seine-et-Marne) en Seine-et-Marne, il a été fondé en 2018. Il a pour mission de transformer l'enseignement supérieur et les responsables d'aujourd'hui en vue d'une transition écologique et solidaire.

## Historique

### Château de Forges
Le château de Forges a été édifié en 1778 par le baron André Charles Débonnaire sur des plans du célèbre architecte Pierre Desmaisons. Il fut racheté par le comte Michel l'Archange Duval du Manoir, qui y mit en œuvre une technique innovante de drainage des terres par des tuyaux en terre cuite, dont une partie est encore visible, qui lui valut un prix aux comices agricoles de 1846. Il passa ensuite aux mains de Jules Guichard, sénateur de l'Yonne et successeur de Ferdinand de Lesseps à la tête du canal de Suez.

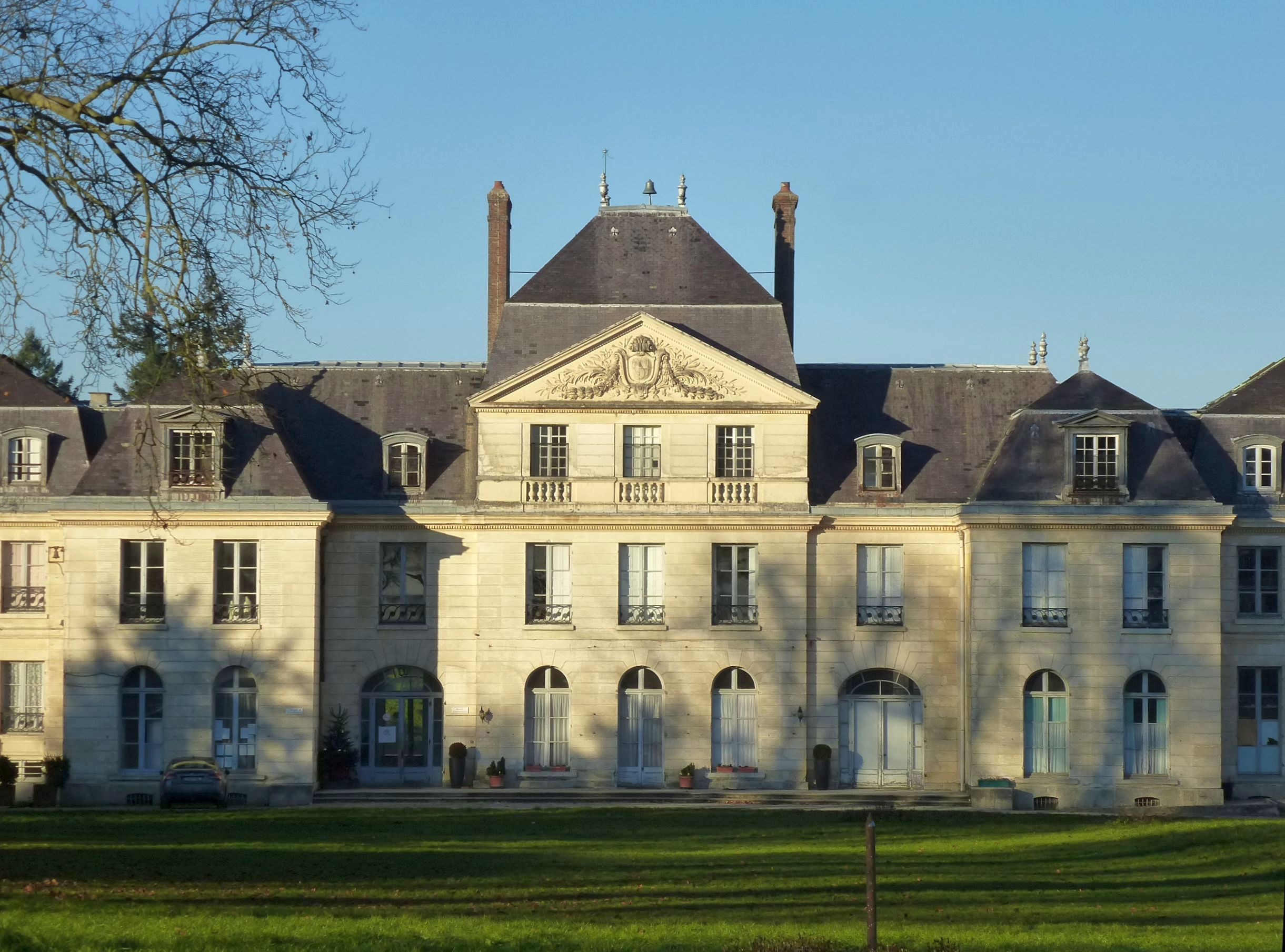
Château de Forges.

Les guerres laissent leur empreinte sur le château de Forges. En 1814, durant la Bataille de Montereau, des escarmouches se déroulent dans son parc. En 1870-71, des troupes allemandes y séjournèrent plusieurs mois. Durant la Première Guerre mondiale, il est transformé en hôpital militaire et y accueillit même un dispositif de radiologie médicale, où Marie Curie vint y soigner les blessés. Durant la Seconde Guerre mondiale, il est réquisitionné par les troupes allemandes pour y stationner des troupes.
Il est vendu en 1948 à la Communauté des Religieuses de l'Assomption qui y créent un établissement scolaire catholique privé sous contrat avec l'État, disposant d'un internat, qui regroupe un collège et un lycée générale et technologique, en activité jusque 2016.
Une unité de formation par apprentissage (dite UFA de Forges) se maintient sur place et existe encore. Cet établissement scolaire accueille 75 apprentis préparant un CAP ou un Bac Pro dans le domaine du cheval. Cet établissement scolaire possède des bâtiments distincts de ceux du Campus de la Transition.

### Ouverture du Campus de la Transition
En 2018, le domaine de Forges est mis à disposition de Cécile Renouard par les Religieuses de l'Assomption, dont elle est membre depuis 25 ans. Nonobstant cette dimension religieuse, le Campus de la Transition se veut strictement laïc et a-confessionnel. Partant du constat que l'enseignement supérieur propose peu d'enseignement à la transition écologique - Le Shift project évoquant en 2019 le chiffre de 6% des établissements supérieurs -  Cécile Renouard propose de créer un lieu destiné à la transmission des savoirs, savoir-faire et savoir-être nécessaires à la compréhension des enjeux, des leviers d'action possible et la mise en œuvre des valeurs d'une société en transition. Elle mobilise rapidement un ensemble de personnalités issues des milieux universitaires et scientifiques pour l'accompagner dans ce projet.
Plusieurs personnes s'y installent à l'été 2018,, dont Cécile Renouard et le philosophe Xavier Ricard. Si des formations courtes et rencontres sont organisées dès 2018, le Campus ouvre vraiment ses portes aux étudiants à partir de 2019, notamment en lançant en mai sa formation immersive de deux mois le T-Campus. Le Campus profite des mobilisations autour du climat et notamment de la contestation étudiante formalisée par le collectif Pour un réveil écologique en 2018 pour attirer des jeunes chercheurs et des étudiants des grandes écoles qui y trouvent un lieu propice à mettre en cohérence leurs craintes sur l'avenir avec les leviers d'action dont leur formation les a dotés.
Ces premières années sont consacrées aux travaux urgents de réhabilitation du château, notamment pour améliorer son isolation thermique, mais aussi pour aménager les locaux en espaces pouvant accueillir des étudiants.

## Fonctionnement

### Éco-lieu
Le Campus est basé dans un château d'une superficie de 1 800 m2 sur 3 étages, accompagné d'un bâtiment de 1000² destiné à la formation, de bâtiments de stockage et d'un domaine de 12 hectares composé de prés, vergers et forêts. Il est traversé par le Ru de l'Étang.
En tant qu'écolieu, il est membre de la coopérative Oasis depuis 2018. À ce titre, il respecte les 5 principes de ce mouvement qui regroupe plus de 1100 lieux dans toute la France : partage d'un espace d'habitation, gouvernance partagée, ouverture au territoire, recherche de la sobriété, production alimentaire sur place.
Ce sont ainsi environ 25 personnes qui vivent en permanence sur le site, avec une dizaine d'habitants de longue durée, des services civiques, des salariés qui y passent quelques jours et des bénévoles venus contribuer au fonctionnement du lieu pendant plusieurs semaines. Le lieu expérimente la sobriété avec un chauffage maintenu au minimum, incitant les occupants à privilégier la chaleur corporelle, ainsi que des espaces de vies réduits. Le low tech y est aussi de mise avec des expérimentations sur la cuisine solaire, les déplacements à vélo ou encore les douches solaires. Cela donne lieux à des travaux sur le low-tech en lien avec des écoles d'ingénieurs, ou encore une summer school organisée avec l'école polytechnique de Paris
Côté jardin, le Campus de la Transition possède un jardin potager cultivé en permaculture de 1 000 m2, ainsi que des vergers et des poules, qui permettent de contribuer à la souveraineté alimentaire de l'établissement. La fertilité des sols est même assurée par les toilettes sèches, qu'elles soient alimentées par les biodéchets de cuisine ou les excréments des occupants.
Il est également labellisé fabrique de territoire en tant que tiers lieu rural.

### Centre de formation
Le centre de formation est situé dans un bâtiment de 1 000 m2 bâti dans les années 1990 pour y accueillir le collège de l'établissement scolaire de l'Assomption. Il peut y accueillir des promotions de 48 élèves pour des séjours allant de quelques jours à plusieurs semaines. Ancien internat, le site dispose en effet de nombreuses chambres pouvant y accueillir les étudiants, tandis que les repas sont préparés sur place.
Une bibliothèque disposant de 4300 ouvrages sur le développement international, les politiques économiques, la philosophie, la sociologie et la transition écologique est ouverte aux étudiants.

### Laboratoire de recherche
Le Campus accueille régulièrement des doctorants en résidence pour y mener leurs travaux et contribuer aux formations dispensées. Les travaux sur la sobriété, les low tech, la pédagogie de la transition font l'objet de diverses publications.

### Modèle économique
En 2024, le Campus de la Transition annonce un budget de 1,9 million d'euros pour son exercice 2023. Parmi les recettes, les subventions comptent pour moins de 2% et représentent essentiellement des aides pour les services civiques, tandis que les dons, le mécénat et les réserves financières représentent près de 44% des produits d'exploitation. La partie formation, accompagnement et hébergement représente ainsi 54% des recettes. La présence régulière de bénévoles, venus découvrir la vie dans un écolieu et assister à des formations, permet d'assurer en partie l'entretien du site. En partie seulement, car la masse salariale représente 58% des dépenses, et se compose tout autant de formateurs que de personnel chargé de l'hébergement.
Cette dépendance au mécénat souligne la difficulté à mobiliser des financements auprès d'établissements d'enseignement supérieur eux-mêmes déjà en difficulté financière.

### Partenariats
En 2020, le Château de Forges bénéficie d'un financement de 150 000 € dans le cadre du Loto du patrimoine et d'une souscription initiée par la Fondation du Patrimoine, qui ont permis d'améliorer les performances énergétiques du bâtiment en réalisant des travaux urgents.
Le Campus revendique un partenariat avec de nombreux établissements d'enseignement supérieurs parmi lesquels l'Essec, l'École nationale des_ponts et chaussées, l'École centrale Paris, CY Cergy Paris Université, l'Institut national des études territoriales.

## Gouvernance
Le Campus de la transition est une association loi de 1901 à but non lucratif. Il fonctionne sur le modèle de la sociocratie pour respecter le principe de gouvernance ouverte propre aux écolieux du Mouvement Oasis et dispose ainsi de différents cercles liés aux pôles de salariés ou d'habitants.

### Conseil Académique
L'offre académique du Campus de la Transition est validée et supervisée par un conseil académique constitué de dirigeants d'entreprises, universitaires et de chercheurs reconnus dans différents domaines impactés par la transition écologique. On compte parmi eux Alain Grandjean, Gaël Giraud, Loïc Blondiaux, Christophe Bonneuil, Dominique Bourg, Dominique Meda, etc.

### Conseil Scientifique
Opérant sur le plan stratégique de l'association, le Conseil Scientifique vise à évaluer son impact sur la formation aux enjeux de la transition écologique, tant auprès de l'enseignement supérieur qu'auprès du grand public. Il se compose de spécialistes du monde entier, parmi lesquels se trouvent Nancy Tuchman (en), Gisou van der Goot, Eve Chiapello, Séverine Deneulin (en).

### Conseil d'administration
Le Conseil d'administration du Campus de la Transition compte 11 membres, dont 3 sont membres du bureau. Cécile Renouard en est la présidente. Son organe exécutif est le comité de pilotage opérationnel au sein duquel siègent les membres du bureau ainsi que des représentants des différents pôles qui constituent le Campus, et notamment les habitants et salariés. Ce comité est dirigé par Cécile Renouard
Ce conseil d'administration est accompagné d'un comité éthique composé de 4 membres, anciens membres du conseil d'administration.

## Méthodologie

### Grande Transition
Dans la Théorie générale des systèmes, le terme de « Grande Transition » désigne un processus de transformation au cours duquel un système passe d’un régime d’équilibre dynamique à un autre. Dans le contexte écologique et social, parler de transition consiste donc à chercher à passer d’une situation contemporaine marquée par des trajectoires insoutenables à un état des sociétés caractérisé par la soutenabilité et l’équité, vis-à-vis des générations présentes comme des générations futures.
En utilisant ce concept de Grande Transition, le Campus de la Transition affirme une vision systémique de son projet pédagogique. la transition n'est pas seulement écologique, mais aussi sociale, économique, culturelle, politique. C'est pourquoi elle se veut aussi juste. Cela s'incarne dans le slogan radical non marginal promu par Cécile Renouard, avec lequel elle exprime la volonté d'aller traiter les problèmes à la racine tout en cherchant à relier les mondes. Sans chercher à donner de la crédibilité à la rhétorique des entreprises, cette posture vise à les accompagner dans leur prise de conscience, à former des personnes qui seront amenées à y jouer un rôle de l'intérieur, tout en considérant également les besoins urgents des populations souffrant des effets du changement climatique.

### Méthode des 6 portes
Dans le cadre du Manuel de la Grande Transition, ouvrage publié en 2020 par le collectif FORTES, qui regroupe 70 universitaires, le Campus de la Transition a introduit la méthode des 6 portes. Ces portes sont autant d'angles d'approche pour envisager la transition depuis des perspectives différentes.
- Oikos : qui repose sur le diagnostic de l'habitabilité de la Terre
- Ethos : pour définir des valeurs communes et vivre les uns avec les autres sous des institutions justes
- Nomos : où le focus est mis sur l'évaluation, la définition d'indicateurs pertinents pour guider l'action
- Logos : dont l'objectif est de retravailler les imaginaires, de stimuler l'esprit critique
- Praxis : pour favoriser le passage à l'action à des échelles individuelles, collectives et structurelles
- Dynamis : où les individus sont invités à se reconnecter à eux-mêmes, mais aussi à la nature.

Le site même du Campus de la Transition vise ainsi à incarner cette méthode avec un lieu, le Château de Forges, qui propose 12 hectares d'espaces naturels, mais aussi la possibilité de s'initier à la sobriété énergétique et technique, ainsi qu'aux biens communs en vivant au sein d'une communauté d'habitants. Cette sobriété et cette mise en action s'incarne par la recherche d'économies d'énergie, des repas végétariens, la diminution de l'usage de véhicules individuels et les nombreuses tâches bénévoles d'entretien du bâtiment, auxquelles les étudiants sont invités à prendre part.

### Pédagogie Tête - Corps - Coeur
Pour faciliter l'appropriation des enjeux de la transition écologique dans une approche transformative, le Campus de la Transition a développé l'approche pédagogique Tête-Corps-Coeur à destination de l'enseignement supérieur. Elle vise à mobiliser de manière complémentaires des savoirs académiques tout en revalorisant la pratique manuelle et l'apprentissage de savoir-faire, qui s'inscrivent dans un cadre émotionnel valorisant les savoir-être. L'objectif est ainsi de faire prendre conscience pleinement de la situation pour ne pas y rester indifférent ou passif, tout en comprenant les possibilités d'action.
Cette approche découle de l'approche sensible en éducation à l'environnement, qui vise à faire prendre conscient aux individus qu'ils sont une part de la nature, car elle est source d'apprentissage et non objet d'apprentissage. Le Schumacher College a été pionnier dans le développement de cette pédagogie et a fortement inspiré le Campus de la Transition pour sa transposition en France.
Cette pédagogie se veut ainsi une transcription concrète de la méthode des 6 portes. En effet, là où les portes oikos, nomos et ethos prennent une approche rationnelle, les portes logos et praxis permettent de passer à l'action, tandis que la porte dynamis envisage la dimension émotionnelle et relationnelle.

## Formations

### Professeurs
Le Campus de la Transition dispose de formateurs internes, parmi lesquels Cécile Renouard ou Benoît Halgand, mais aussi d'un réseau d'intervenants professionnels reconnus pour leur expertise en transition écologique parmi lesquels Valérie Masson-Delmotte, Satish Kumar ou encore Rob Hopkins.

### T-Campus
Le Campus de la Transition ne propose pas de cursus à l'année. Il accueille des étudiants - qu'ils soient en formation continue ou professionnelle - issus d'autres établissement pour leur faire découvrir les enjeux de la Grande Transition, en lien avec leur cursus d'origine. En 2019, en lien avec l'association Colibris, s'ouvre néanmoins une formation longue de deux mois : le T-Campus. Ce format vise à donner plus de temps pour appréhender les changements tout en faisant partie d'un collectif soudé et durable en immersion dans un écolieu qui permet d'expérimenter certains des changements de posture nécessaires.
Depuis 2022, cette formation est délocalisée sur le domaine de l'association Bienvenue en Transition à Najac(Aveyron) pour favoriser la venue de groupes plus petits.

### Diplôme universitaire Humanisme et Politique
En coopération avec les Facultés Loyola Paris, l'Université Catholique de Lille et l'association Esprit Civique, le Campus de la Transition lance en 2022 le Diplome Universitaire Humanisme et Politique. Il se déroule en 4 sessions de 3 jours animées par chacun des établissements,.

### Accompagnement des établissements
La CY Cergy Paris Université fait appel en 2020 au Campus de la Transition pour transformer substantiellement l’offre de formation et la pédagogie de l’université au regard des enjeux de la transition écologique et sociale. En formant les formateurs et les équipes de direction, cette démarche vise à créer une culture commune et à viser l'exemplarité de l'établissement. Cet accompagnement s'est traduit par la révision de la maquette pédgaogique du cycle ingénieur et du référentiel de compétences, ainsi que la conception et l'expérimentation d'une nouvelle unité d'enseignement à destination des étudiants de première année. En 2023, après avoir fait le bilan de ces 3 années d'accompagnement, les deux établissements publient un retour d'expérience.
Parmi les autres établissements accompagnées se trouve notamment l'ESCP Business School, avec le même objectif de former les formateurs aux enjeux de la transition écologique, pour transformer l'enseignement donné et repenser leurs cours.

### Formations ACTES
Le Campus de la Transition propose plusieurs formations thématiques courtes regroupées sous la dénomination « ACTES » pour ACcélérer la Transition Écologique et Sociale. Elles portent notamment sur la transformation des organisation, la biodiversité, les métiers de l'immobilier, les modèles économiques, la sobriété, les biens communs ou l'atelier le travail qui relie.

## Publications

### Commande publique
En 2019, le Ministère de l'Enseignement Supérieur (France) missionne le Campus de la Transition pour élaborer une méthode de formation de l'enseignement supérieur à la transition écologique. Cécile Renouard constitue ainsi un collectif de 70 chercheurs et enseignants, le collectif FORTES, avec pour ambition de déterminer un socle commun de connaissances et compétences nécessaires aux étudiants et à la transformation de l'enseignement supérieur. cette méthode est publiée en 2020 sous le nom de Manuel de la Grande Transition : former pour transformer aux éditions Les Liens qui libèrent.
En 2020, l'Ademe commande une étude au Campus de la Transition visant à évaluer la qualité de vie sur les écolieux. Les travaux se basent sur l'indicateur de capacité relationnelle ou RCI élaboré en 2013 par Cécile Renouard et Gaël Giraud. Les résultats de ces travaux sont publiés en 2023 sur le site de l'Ademe.

### Recherche Action
En 2019, la Fondation d'Entreprise Michelin commande au Campus de la Transition une étude sur la mobilité bas carbone. Cette étude vise à déterminer les conditions de développement d'une mobilité durable et inclusive en milieu rural et se traduit par des expérimentations sur le vélo sur le territoire de la Communauté de communes du Pays de Montereau.
Le Campus de la Transition a publié plusieurs rapports faisant état de ses travaux sur la sobriété ou sur la pédagogie de la transition rassemblés au sein de la collection Expériences et Témoignages du Campus de la Transition.

### Grand Public
La maison d'édition Les Liens qui libèrent dévoile en 2022 une collection d'ouvrages écrits sous l'égide du Campus de la Transition par des membres du collectif FORTES. Ces livres développent les concepts et perspectives présentées dans le Manuel de la Grande Transition, paru en 2020, en se concentrant chacun sur un domaine spécifique de l'enseignement supérieur. Début 2025, la collection comptait 9 ouvrages sur 12 prévus.
- La Société écologique : normes et relations
- Déverrouiller l'économie
- Santé publique en transition
- Vers une autre gestion
- Transformation des campus
- Pédagogie de la transition
- Incarner l'écologie : s'ouvrir aux mondes vivants
- Regards indisciplinés des SHS
- Manuel de l'ingénieur du XIXe siècle (à paraitre en mars 2025)

En 2024, Les Liens qui libèrent éditent une version poche du Manuel de la grande transition accompagnée d'une préface inédite de Jean Jouzel.
En 2024, Hélène Leclerc, ancienne cuisinière du Campus de la Transition de 2018 à 2022, publie aux Éditions de l'Atelier le livre La Marmite qui milite, qui revient sur les enjeux de la cuisine végétarienne dans une perspective de transition écologique et propose des recettes, adaptées notamment pour la restauration collective.